# Shadow Hearts
Bei Shadow Hearts (japanisch シャドウハーツ, Shadō Hātsu) handelt es sich um eine Reihe von Computerspielen. Die Serie wurde von Sacnoth entwickelt und von Aruze in Japan und Midway Games in Nordamerika und Europa vertrieben.
Nur Shadow Hearts: From the New World wurde von Xseed Games in Nordamerika und Ghostlight in Europa vertrieben.

## Spieleelemente
Die drei Shadow-Hearts-Spiele sind alle rundenbasierte RPGs, die mit zwei besonderen Elementen daherkommen:

### Urteilsring
In fast jedem Kampf und kleineren Spielen, wird der Spieler mit dem „Urteilsring“ konfrontiert. Dieser Ring wird im Kampf eingeblendet, wenn der Spieler eine Aktion ausgewählt hat, um sie durchzuführen. Hierbei fährt eine Linie, ähnlich wie bei einem Radarmonitor, im Uhrzeigersinn über mehrere Flächen. Die Flächen repräsentieren die folgende Anzahl der Schläge; vier Flächen = vier Schläge, der Spieler fügt dem Gegner vier Schläge hinzu. Jede Fläche verfügt über einen roten und einen gelben Teil, hierbei gilt, dass wenn man die rote Fläche getroffen hat, dies als „perfekt“ gewertet wird, man dann aber nicht den folgenden gelben Teil treffen darf, da die Kampfaktion dann abbricht und man bloß den ersten Schlag ausführen kann. Es gilt, die Flächen jeweils einmal zu treffen; hat man den roten Teil nicht getroffen, kann man den größeren gelben Teil treffen. Die Flächen sind je nach Einstellung mit Lücken getrennt, die man nicht treffen darf. Hat man beispielsweise die erste Fläche überhaupt nicht getroffen, landet man im Übergang auf einer leeren Fläche und der Angriff war erfolglos. Gegner können einen mit negativen Statuseffekten (Ringabnormitäten) belegen, sodass der Ring auch gegen den Uhrzeigersinn startet oder die Flächen unsichtbar sind. Die Ringflächen kann man im Verlauf des Spiels auch vergrößern, sodass man mit Sicherheit rote Teile treffen könnte. Bei kleineren Spielen sind die Ringe aber immer unveränderbar vorgegeben.
Einige Spieler beschwerten sich nach dem ersten Shadow Hearts, dass der Urteilsring das Spiel zu schwer gestaltete. Darauf reagierte man mit einer optionalen Ausstellung des Urteilsringes für die folgenden zwei Teile, wobei jedoch auf kritische Schläge und weitere spezielle Effekte damit verzichtet wird, um den Schwierigkeitsgrad auszugleichen.

### Vernunftspunkte
Vernunftspunkte oder auch "Sanity Points" (kurz SP) werden zusätzlich zur Lebens- und Mana-Anzeige hinzugefügt. Mit jedem Kampf sinken die SP-Punkte als Repräsentation der Einschüchterung der grauenvoll aussehenden Kreaturen. Wenn die SP-Leiste auf null fällt, rastet der spielbare Charakter aus und ist in diesem Zustand jedoch nicht mehr spielbar, da er willkürlich um sich herum schlägt; auch Gruppenmitglieder können getroffen werden.

### Valentine-Familie
Die Familie Valentine tritt mindestens mit einem Familienmitglied als spielbaren Charakter in jedem Teil auf. Die Familienmitglieder sind Vampire, jedoch keine stereotypischen, da sie über blonde Haare und blaue Augen verfügen und zudem helle Haut haben, auch keine Probleme damit haben, typische Vampir-Schwächen wie beispielsweise Sonnenlicht zu ertragen.

## Spiele der Serie

### Koudelka
Koudelka wurde 1999 für die PlayStation in Japan veröffentlicht, im folgenden Jahr 2000 schließlich für Nordamerika und die PAL-Region. Koudelka gilt als technischer Vorgänger von Shadow Hearts, obwohl die Verbindung nicht so stark ist, wie in den folgenden Spielen, die Shadow Hearts als Titel tragen.

### Shadow Hearts
Die Handlung des Spiels Shadow Hearts, für PlayStation 2, spielt im selben Spieleuniversum 15 Jahre nach den Ereignissen von Koudelka, im Jahr 1913. An der transsibirische Eisenbahn in der Mandschurei, hört der Protagonist des Spiels Yuri Volte Hyuga eine Stimme, die ihm sagt, er solle die junge Alice Elliot retten, die ihren Vater, der Priester war, auf brutale Weise ermordet in Rouen, Frankreich, verloren hatte. Nachdem ein englischer Philosoph mit dem Namen Roger Bacon im Zug versucht Alice von der kaiserlich japanischen Armee eigenhändig zu entführen, rettet Yuri sie und das Spiel beginnt in China und führt die Erzählung bis nach Europa; auf der Suche nach der Bestimmung von Alice, die Absicht von Bacon, der Identität der mysteriösen Stimme und nach Yuris Relevanz im Spiel.

### Shadow Hearts: Covenant
Mit Shadow Hearts: Covenant (auch manchmal als Shadow Hearts II bezeichnet) wird die Geschichte anhand des schlechten Endes vom Vorgänger fortgesetzt. Dieses Spiel verfügt über zwei DVD-ROMs und einer Spielzeit von 40 Stunden, laut Angaben des Vertreibers.
Das Dorf Domremy leistete aufgrund eines Dämons der deutschen Armee im Ersten Weltkrieg Widerstand. Leutnant Karin König (auch Karin Koenig) des deutschen Heers, wurde mit einer weiteren Person Nicolai Conrad, ein Inquisitor der Vatikanstadt, der den Dämon exorzieren soll, in das Dorf geschickt. Der Dämon stellt sich als Yuri aus Shadow Hearts heraus. Im Verlauf des Spiels taucht man in geheime Verschwörungstheorien ein, begegnet Nikolaus II und seiner Familie, dem japanischen Außenminister, findet das mystische Foliant aus Koudelka und weiteres.
Dieser Teil orientiert sich am Vorgänger und ist eine überarbeitete Version davon. Vom Urteilsring bis hin zur Grafik gibt es Orientierung, aber vor allem technische Verbesserungen.

### Shadow Hearts: From the New World
Im Jahr 1929 beginnt das Spiel in Nordamerika und verfügt über die zwei neuen Hauptcharaktere: Johnny Garland (16, aus New York City) und die Indianerin Shania. Shania kann sich, ähnlich wie Yuri aus den vorherigen Teilen, verwandeln, jedoch kann sie keine Seelen einsaugen. Um neue Verwandlungen zu bekommen, geht sie Pakte mit Geistern ein.
Das Spiel wird häufig als Ableger betrachtet, da eine neue Geschichte erzählt wird, aber einige Verbindungen zu den bereits veröffentlichten Teilen bestanden. So trifft man auf Charaktere wie Roger Bacon, Lenny Curtis, Joachim Valentine und Keith Valentine (als silberne Fledermaus [auch Silver Bat] bekannt) und wichtige Ereignisse aus Shadow Hearts: Covenant, wie beispielsweise die Freilassung der Bosheit durch Nicolai (Nicholas) Conrad, werden erwähnt.